# Trichocephalida
Trichocephalida (Trichurida или Trichinellida)  (лат.) — отряд паразитических нематод из класса Enoplea. 6 семейств, более 500 видов. Паразиты позвоночных животных (главным образом — млекопитающих, хотя у представителей семейства Cystoopsidae в качестве хозяев выступают рыбы и пресмыкающиеся). Для паразитологии наибольшее значение имеют представители широко распространённых и весьма разнородных родов Трихинеллы (Trichinella), Капиллярии (Capillaria) и Trichuris (в состав последнего входит, в частности, власоглав — возбудитель трихоцефалёза).
В старых классификациях таксон рассматривался как подотряд Trichocephalata, входящий в отряд Enoplida; позднее ранг таксона был повышен до ранга отряда. Иногда данный отряд вместе с отрядами Диоктофиматиды (Dioctophymatida), Маримермитиды (Marimermithida) и Муспицеиды (Muspiceida) выделяют в отдельный подкласс Trichocephalia Hodda, 2007. 
Представители отряда обладают гладкой кутикулой и суженным к переднему концу телом, которое покрыто бациллярными лентами (рядами щелевидных пор для выделения секретов гиподермальных желез). Фаринкс в задней части несёт стихосому (железистое образование, наличие которого рассматривается как важнейший отличительный признак отряда). Хвостовые железы и ренетта отсутствуют.
В состав отряда входят следующие семейства:
- Семейство Anatrichosomatidae Yamaguti, 1961 (1 род, 5 видов)
- Семейство Capillariidae Railliet, 1915 (18 родов, 390 видов)
- Семейство Cystoopsidae Skryabin, 1923 (2 рода, 7 видов)
- Семейство Trichinellidae Ward, 1907 (4 рода, 16 видов)
- Семейство Trichosomoididae Hall, 1916 (или Yorke & Maplestone, 1926) (5 родов и 25 видов)
- Семейство Trichuridae Ransom, 1911 (или Railliet, 1915) (6 родов и 107 видов)